# Eryops
Eryops megacephalus
Genre
Espèce
Eryops est un genre éteint d'amphibiens temnospondyles ayant vécu du Carbonifère supérieur (Pennsylvanien) au Permien inférieur (âges Gzhélien-Kungurien) dans ce qui est actuellement l'Amérique du Nord. Une seule espèce est connue, Eryops megacephalus, décrite pour la première fois en 1877 par le paléontologue Edward Drinker Cope à partir de fossiles découvert dans des lits rouges situées dans le comté d'Archer au Texas (États-Unis). D'autres fossiles attribué au genre ont été découverts au Nouveau-Mexique. Plusieurs squelettes complets d'Eryops ont été trouvés dans les roches datant du Permien inférieur, mais les os du crâne et de dents sont les fossiles les plus courants.

## Découverte et espèces
Le genre Eryops ne contient actuellement que l'espèce Eryops megacephalus. Les fossiles d' E. megacephalus n'ont été trouvés que dans des roches datées du début du Permien (âge Sakmarien, datant d'environ 295 millions d'années) dans le sud-ouest des États-Unis, principalement dans la formation d'Admiral (en), dans les lits rouges du Texas et de l'Oklahoma,. Au milieu du 20e siècle, certains fossiles plus anciens ont été classés comme une deuxième espèce d'Eryops, E. avinoffi. Cette espèce, connue d'un fossile datant du Carbonifère trouvé en Pennsylvanie, avait été initialement classé dans le genre Glaukerpeton. À partir de la fin des années 1950, certains scientifiques ont conclu que Glaukerpeton a une morphologie trop proche à celui d'Eyrops pour mériter son propre genre. Cependant, des études ultérieures soutiennent la classification originale de Glaukerpeton, constatant qu'il était plus primitif qu'Eryops et certains autres temnospondyles précoces. Des fossiles supposés d'Eryops également trouvés dans des roches plus anciennes datant du Pennsylvanien du groupe de Conemaugh (en), situé en Virginie-Occidentale, se sont également avérés être des restes de Glaukerpeton. En 2005, un crâne appartenant clairement à Eryops a été trouvé dans les roches du Pennsylvanien supérieur de la formation d'El Cobre Canyon (en) au Nouveau-Mexique, représentant le plus ancien spécimen connu.

## Description

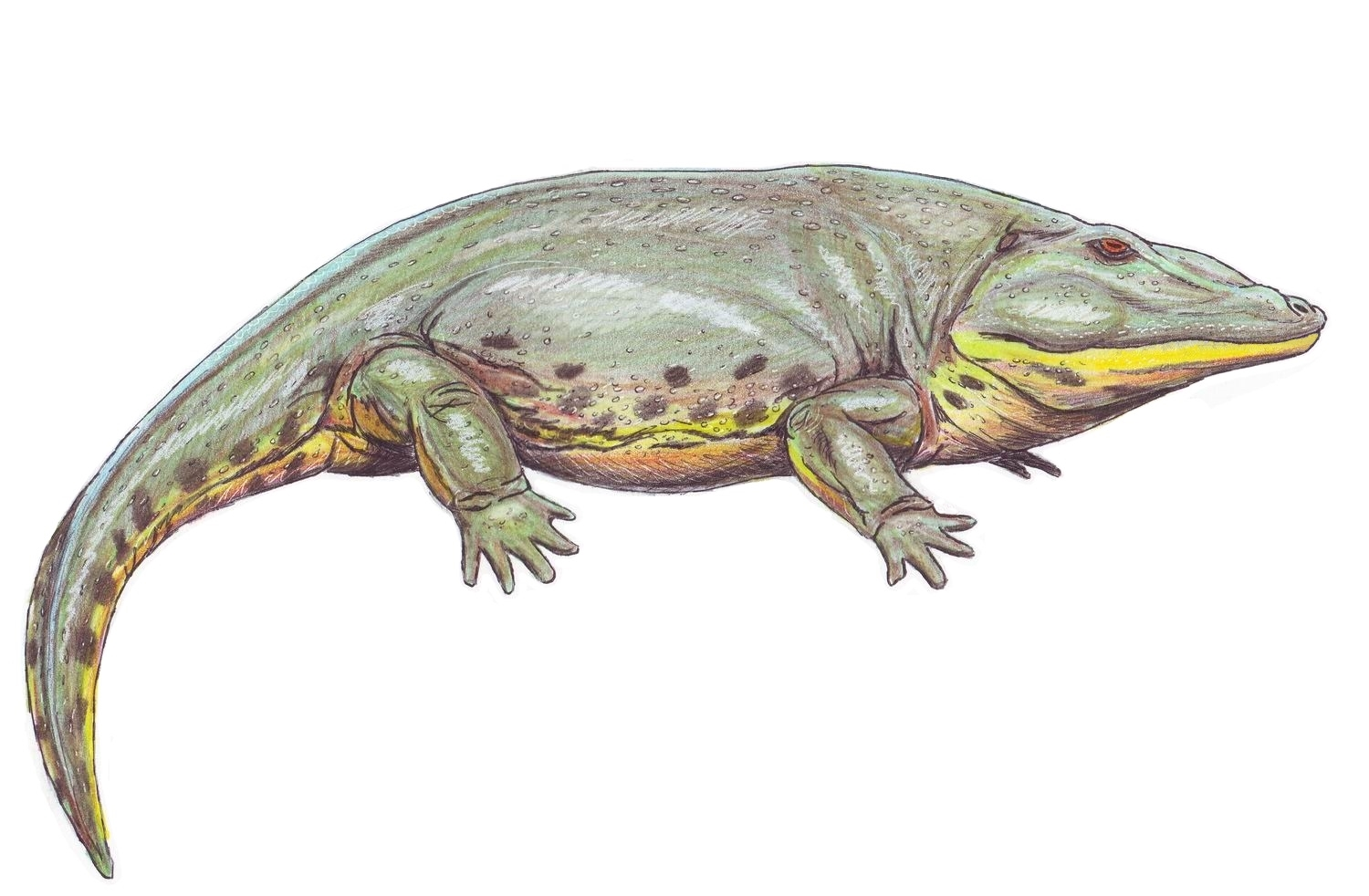
Reconstitution d'Eryops megacephalus par le paléoartiste Dimitri Bogdanov.

Eryops mesurait en moyenne un peu plus de 1,5 à 2 mètres de long et pouvait atteindre jusqu'à 3 mètres, ce qui en fait l'un des plus grands animaux terrestres de son temps. Les adultes pesaient environ 200 kilos. Le crâne était proportionnellement grand, étant large et plat et atteignant des longueurs de 60 centimètres. Il avait une bouche énorme avec de nombreuses dents recourbées comme chez les grenouilles. Ses dents avaient un émail avec un motif plissé, ce qui a conduit à sa première classification en tant que membre des Labyrinthodontia. La forme et la section transversale des dents d'Eryops les rendent exceptionnellement solides et résistantes aux contraintes. Le palais contient trois paires de crocs recourbés vers l'arrière et est couvert de projections osseuses pointant vers l'arrière qui auraient été utilisées pour piéger des proies glissantes une fois capturées. Ceci, couplé à la large ouverture, suggère une méthode d'alimentation inertielle, dans laquelle l'animal saisirait sa proie et la pousserait vers l'avant, forçant la proie plus loin dans sa bouche.
Eryops était beaucoup plus solide et robuste que ses parents, et avait le squelette le plus massif et le plus fortement ossifié de tous les temnospondyles connus. Les membres étaient particulièrement grands et robustes. La ceinture pectorale est très développée, avec une taille plus grande pour des attaches musculaires accrues. Plus particulièrement, la ceinture scapulaire est déconnectée du crâne, ce qui améliore la locomotion terrestre. Le cleithrum est retenu comme clavicule, et l'interclavicule est bien développé, couché sur le dessous de la poitrine. Dans les formes primitives, les deux clavicules et l'interclavicule auraient pu se développer ventralement de manière à former une large cage thoracique, bien qu'une tel chose ne soit pas présent chez Eryops. La partie supérieure de la ceinture avait une lame scapulaire plate, la cavité glénoïde située en dessous servant de surface d'articulation pour l'humérus, tandis que ventralement il y a une grande plaque coracoïde plate se tournant vers la ligne médiane.
La ceinture pelvienne était également beaucoup plus grande que la simple plaque trouvée chez les poissons, pouvant accueillir plus de muscles. Il s'étend de manière dorsalement longue et était relié à la colonne vertébrale par une ou plusieurs côtes sacrées spécialisées. Les pattes postérieures étaient quelque peu spécialisées en ce sens qu'elles supportaient non seulement le poids, mais fournissaient également la propulsion. L'extension dorsale du bassin était l'ilium, tandis que la large plaque ventrale était composée du pubis en avant et de l'ischion en arrière. Les trois os se sont réunis en un seul point au centre du triangle pelvien, appelé acetabulum, fournissant une surface d'articulation pour le fémur.
La texture de la peau d'Eryops a été révélée par une "momie" fossilisée décrite en 1941. Ce spécimen de momie montre que le corps de l'animal était couvert d'un motif de bosses ovales.

## Paléobiologie
Eryops était parmi les carnivores les plus redoutables du début du Permien et peut-être les seuls capables de rivaliser avec les synapsides dominants de l'époque, mais en raison du fait que l'animal était semi-aquatique, voire principalement aquatique (comme le suggère la microanatomie des longs os), il n'entrait probablement pas en compétition fréquente avec les synapsides. Eryops vivait dans des habitats de plaine dans et autour des étangs, des ruisseaux et des rivières, et la disposition et la forme de leurs dents suggèrent qu'ils mangeaient probablement et principalement de grands poissons et d'autres tétrapodes aquatiques. Le torse d'Eryops était relativement raide et avait une queue robuste, ce qui en aurait fait un nageur médiocre. Alors qu'ils se nourrissaient probablement de poissons, les Eryops adultes doivent avoir passé la plupart de leur temps sur terre.
Comme d'autres grands temnospondyles primitifs, Eryops auraient grandi lentement et progressivement à partir de larves aquatiques, mais ils n'ont pas connu de métamorphose majeure comme de nombreux amphibiens modernes. Alors que les adultes vivaient probablement dans des étangs et des rivières, ou se sont peut-être aventurés sur leurs rives, les juvéniles d'Eryops ont peut-être vécu dans des marécages, ce qui aurait peut-être offert plus d'abris contre les prédateurs.

## Cladogramme Eryopidae
La phylogénie des Eryopidae établie par Schoch en 2021 est la suivante :
|  | Onchiodon labyrinthicus |
|  |                         |
|  | Onchiodon thuringiensis |
|  |                         |

|  | Eryops sp. Moran                                                        |
|  |                                                                         |
|  | \| \| Eryops anatinus \| \| \| \| \| \| Eryops megacephalus \| \| \| \| |
|  |                                                                         |
|  | Eryops anatinus                                                         |
|  |                                                                         |
|  | Eryops megacephalus                                                     |
|  |                                                                         |

|  | Eryops anatinus     |
|  |                     |
|  | Eryops megacephalus |
|  |                     |

|  | Eryops sp. Moran                                                        |
|  |                                                                         |
|  | \| \| Eryops anatinus \| \| \| \| \| \| Eryops megacephalus \| \| \| \| |
|  |                                                                         |
|  | Eryops anatinus                                                         |
|  |                                                                         |
|  | Eryops megacephalus                                                     |
|  |                                                                         |

|  | Eryops anatinus     |
|  |                     |
|  | Eryops megacephalus |
|  |                     |

|  | Onchiodon labyrinthicus |
|  |                         |
|  | Onchiodon thuringiensis |
|  |                         |

|  | Eryops sp. Moran                                                        |
|  |                                                                         |
|  | \| \| Eryops anatinus \| \| \| \| \| \| Eryops megacephalus \| \| \| \| |
|  |                                                                         |
|  | Eryops anatinus                                                         |
|  |                                                                         |
|  | Eryops megacephalus                                                     |
|  |                                                                         |

|  | Eryops anatinus     |
|  |                     |
|  | Eryops megacephalus |
|  |                     |

|  | Eryops sp. Moran                                                        |
|  |                                                                         |
|  | \| \| Eryops anatinus \| \| \| \| \| \| Eryops megacephalus \| \| \| \| |
|  |                                                                         |
|  | Eryops anatinus                                                         |
|  |                                                                         |
|  | Eryops megacephalus                                                     |
|  |                                                                         |

|  | Eryops anatinus     |
|  |                     |
|  | Eryops megacephalus |
|  |                     |

|  | Onchiodon labyrinthicus |
|  |                         |
|  | Onchiodon thuringiensis |
|  |                         |

|  | Eryops sp. Moran                                                        |
|  |                                                                         |
|  | \| \| Eryops anatinus \| \| \| \| \| \| Eryops megacephalus \| \| \| \| |
|  |                                                                         |
|  | Eryops anatinus                                                         |
|  |                                                                         |
|  | Eryops megacephalus                                                     |
|  |                                                                         |

|  | Eryops anatinus     |
|  |                     |
|  | Eryops megacephalus |
|  |                     |

|  | Eryops sp. Moran                                                        |
|  |                                                                         |
|  | \| \| Eryops anatinus \| \| \| \| \| \| Eryops megacephalus \| \| \| \| |
|  |                                                                         |
|  | Eryops anatinus                                                         |
|  |                                                                         |
|  | Eryops megacephalus                                                     |
|  |                                                                         |

|  | Eryops anatinus     |
|  |                     |
|  | Eryops megacephalus |
|  |                     |

|  | Onchiodon labyrinthicus |
|  |                         |
|  | Onchiodon thuringiensis |
|  |                         |

|  | Eryops sp. Moran                                                        |
|  |                                                                         |
|  | \| \| Eryops anatinus \| \| \| \| \| \| Eryops megacephalus \| \| \| \| |
|  |                                                                         |
|  | Eryops anatinus                                                         |
|  |                                                                         |
|  | Eryops megacephalus                                                     |
|  |                                                                         |

|  | Eryops anatinus     |
|  |                     |
|  | Eryops megacephalus |
|  |                     |

|  | Eryops sp. Moran                                                        |
|  |                                                                         |
|  | \| \| Eryops anatinus \| \| \| \| \| \| Eryops megacephalus \| \| \| \| |
|  |                                                                         |
|  | Eryops anatinus                                                         |
|  |                                                                         |
|  | Eryops megacephalus                                                     |
|  |                                                                         |

|  | Eryops anatinus     |
|  |                     |
|  | Eryops megacephalus |
|  |                     |

|  | Onchiodon labyrinthicus |
|  |                         |
|  | Onchiodon thuringiensis |
|  |                         |

|  | Eryops sp. Moran                                                        |
|  |                                                                         |
|  | \| \| Eryops anatinus \| \| \| \| \| \| Eryops megacephalus \| \| \| \| |
|  |                                                                         |
|  | Eryops anatinus                                                         |
|  |                                                                         |
|  | Eryops megacephalus                                                     |
|  |                                                                         |

|  | Eryops anatinus     |
|  |                     |
|  | Eryops megacephalus |
|  |                     |

|  | Eryops sp. Moran                                                        |
|  |                                                                         |
|  | \| \| Eryops anatinus \| \| \| \| \| \| Eryops megacephalus \| \| \| \| |
|  |                                                                         |
|  | Eryops anatinus                                                         |
|  |                                                                         |
|  | Eryops megacephalus                                                     |
|  |                                                                         |

|  | Eryops anatinus     |
|  |                     |
|  | Eryops megacephalus |
|  |                     |

|  | Onchiodon labyrinthicus |
|  |                         |
|  | Onchiodon thuringiensis |
|  |                         |

|  | Eryops sp. Moran                                                        |
|  |                                                                         |
|  | \| \| Eryops anatinus \| \| \| \| \| \| Eryops megacephalus \| \| \| \| |
|  |                                                                         |
|  | Eryops anatinus                                                         |
|  |                                                                         |
|  | Eryops megacephalus                                                     |
|  |                                                                         |

|  | Eryops anatinus     |
|  |                     |
|  | Eryops megacephalus |
|  |                     |

|  | Eryops sp. Moran                                                        |
|  |                                                                         |
|  | \| \| Eryops anatinus \| \| \| \| \| \| Eryops megacephalus \| \| \| \| |
|  |                                                                         |
|  | Eryops anatinus                                                         |
|  |                                                                         |
|  | Eryops megacephalus                                                     |
|  |                                                                         |

|  | Eryops anatinus     |
|  |                     |
|  | Eryops megacephalus |
|  |                     |

|  | Onchiodon labyrinthicus |
|  |                         |
|  | Onchiodon thuringiensis |
|  |                         |

|  | Eryops sp. Moran                                                        |
|  |                                                                         |
|  | \| \| Eryops anatinus \| \| \| \| \| \| Eryops megacephalus \| \| \| \| |
|  |                                                                         |
|  | Eryops anatinus                                                         |
|  |                                                                         |
|  | Eryops megacephalus                                                     |
|  |                                                                         |

|  | Eryops anatinus     |
|  |                     |
|  | Eryops megacephalus |
|  |                     |

|  | Eryops sp. Moran                                                        |
|  |                                                                         |
|  | \| \| Eryops anatinus \| \| \| \| \| \| Eryops megacephalus \| \| \| \| |
|  |                                                                         |
|  | Eryops anatinus                                                         |
|  |                                                                         |
|  | Eryops megacephalus                                                     |
|  |                                                                         |

|  | Eryops anatinus     |
|  |                     |
|  | Eryops megacephalus |
|  |                     |

|  | Onchiodon labyrinthicus |
|  |                         |
|  | Onchiodon thuringiensis |
|  |                         |

|  | Eryops sp. Moran                                                        |
|  |                                                                         |
|  | \| \| Eryops anatinus \| \| \| \| \| \| Eryops megacephalus \| \| \| \| |
|  |                                                                         |
|  | Eryops anatinus                                                         |
|  |                                                                         |
|  | Eryops megacephalus                                                     |
|  |                                                                         |

|  | Eryops anatinus     |
|  |                     |
|  | Eryops megacephalus |
|  |                     |

|  | Eryops sp. Moran                                                        |
|  |                                                                         |
|  | \| \| Eryops anatinus \| \| \| \| \| \| Eryops megacephalus \| \| \| \| |
|  |                                                                         |
|  | Eryops anatinus                                                         |
|  |                                                                         |
|  | Eryops megacephalus                                                     |
|  |                                                                         |

|  | Eryops anatinus     |
|  |                     |
|  | Eryops megacephalus |
|  |                     |

|  | Onchiodon labyrinthicus |
|  |                         |
|  | Onchiodon thuringiensis |
|  |                         |

|  | Eryops sp. Moran                                                        |
|  |                                                                         |
|  | \| \| Eryops anatinus \| \| \| \| \| \| Eryops megacephalus \| \| \| \| |
|  |                                                                         |
|  | Eryops anatinus                                                         |
|  |                                                                         |
|  | Eryops megacephalus                                                     |
|  |                                                                         |

|  | Eryops anatinus     |
|  |                     |
|  | Eryops megacephalus |
|  |                     |

|  | Eryops sp. Moran                                                        |
|  |                                                                         |
|  | \| \| Eryops anatinus \| \| \| \| \| \| Eryops megacephalus \| \| \| \| |
|  |                                                                         |
|  | Eryops anatinus                                                         |
|  |                                                                         |
|  | Eryops megacephalus                                                     |
|  |                                                                         |

|  | Eryops anatinus     |
|  |                     |
|  | Eryops megacephalus |
|  |                     |

|  | Onchiodon labyrinthicus |
|  |                         |
|  | Onchiodon thuringiensis |
|  |                         |

|  | Eryops sp. Moran                                                        |
|  |                                                                         |
|  | \| \| Eryops anatinus \| \| \| \| \| \| Eryops megacephalus \| \| \| \| |
|  |                                                                         |
|  | Eryops anatinus                                                         |
|  |                                                                         |
|  | Eryops megacephalus                                                     |
|  |                                                                         |

|  | Eryops anatinus     |
|  |                     |
|  | Eryops megacephalus |
|  |                     |

|  | Eryops sp. Moran                                                        |
|  |                                                                         |
|  | \| \| Eryops anatinus \| \| \| \| \| \| Eryops megacephalus \| \| \| \| |
|  |                                                                         |
|  | Eryops anatinus                                                         |
|  |                                                                         |
|  | Eryops megacephalus                                                     |
|  |                                                                         |

|  | Eryops anatinus     |
|  |                     |
|  | Eryops megacephalus |
|  |                     |

|  | Onchiodon labyrinthicus |
|  |                         |
|  | Onchiodon thuringiensis |
|  |                         |

|  | Eryops sp. Moran                                                        |
|  |                                                                         |
|  | \| \| Eryops anatinus \| \| \| \| \| \| Eryops megacephalus \| \| \| \| |
|  |                                                                         |
|  | Eryops anatinus                                                         |
|  |                                                                         |
|  | Eryops megacephalus                                                     |
|  |                                                                         |

|  | Eryops anatinus     |
|  |                     |
|  | Eryops megacephalus |
|  |                     |

|  | Eryops sp. Moran                                                        |
|  |                                                                         |
|  | \| \| Eryops anatinus \| \| \| \| \| \| Eryops megacephalus \| \| \| \| |
|  |                                                                         |
|  | Eryops anatinus                                                         |
|  |                                                                         |
|  | Eryops megacephalus                                                     |
|  |                                                                         |

|  | Eryops anatinus     |
|  |                     |
|  | Eryops megacephalus |
|  |                     |

|  | Onchiodon labyrinthicus |
|  |                         |
|  | Onchiodon thuringiensis |
|  |                         |

|  | Eryops sp. Moran                                                        |
|  |                                                                         |
|  | \| \| Eryops anatinus \| \| \| \| \| \| Eryops megacephalus \| \| \| \| |
|  |                                                                         |
|  | Eryops anatinus                                                         |
|  |                                                                         |
|  | Eryops megacephalus                                                     |
|  |                                                                         |

|  | Eryops anatinus     |
|  |                     |
|  | Eryops megacephalus |
|  |                     |

|  | Eryops sp. Moran                                                        |
|  |                                                                         |
|  | \| \| Eryops anatinus \| \| \| \| \| \| Eryops megacephalus \| \| \| \| |
|  |                                                                         |
|  | Eryops anatinus                                                         |
|  |                                                                         |
|  | Eryops megacephalus                                                     |
|  |                                                                         |

|  | Eryops anatinus     |
|  |                     |
|  | Eryops megacephalus |
|  |                     |

|  | Onchiodon labyrinthicus |
|  |                         |
|  | Onchiodon thuringiensis |
|  |                         |

|  | Eryops sp. Moran                                                        |
|  |                                                                         |
|  | \| \| Eryops anatinus \| \| \| \| \| \| Eryops megacephalus \| \| \| \| |
|  |                                                                         |
|  | Eryops anatinus                                                         |
|  |                                                                         |
|  | Eryops megacephalus                                                     |
|  |                                                                         |

|  | Eryops anatinus     |
|  |                     |
|  | Eryops megacephalus |
|  |                     |

|  | Eryops sp. Moran                                                        |
|  |                                                                         |
|  | \| \| Eryops anatinus \| \| \| \| \| \| Eryops megacephalus \| \| \| \| |
|  |                                                                         |
|  | Eryops anatinus                                                         |
|  |                                                                         |
|  | Eryops megacephalus                                                     |
|  |                                                                         |

|  | Eryops anatinus     |
|  |                     |
|  | Eryops megacephalus |
|  |                     |

|  | Onchiodon labyrinthicus |
|  |                         |
|  | Onchiodon thuringiensis |
|  |                         |

|  | Eryops sp. Moran                                                        |
|  |                                                                         |
|  | \| \| Eryops anatinus \| \| \| \| \| \| Eryops megacephalus \| \| \| \| |
|  |                                                                         |
|  | Eryops anatinus                                                         |
|  |                                                                         |
|  | Eryops megacephalus                                                     |
|  |                                                                         |

|  | Eryops anatinus     |
|  |                     |
|  | Eryops megacephalus |
|  |                     |

|  | Eryops sp. Moran                                                        |
|  |                                                                         |
|  | \| \| Eryops anatinus \| \| \| \| \| \| Eryops megacephalus \| \| \| \| |
|  |                                                                         |
|  | Eryops anatinus                                                         |
|  |                                                                         |
|  | Eryops megacephalus                                                     |
|  |                                                                         |

|  | Eryops anatinus     |
|  |                     |
|  | Eryops megacephalus |
|  |                     |

|  | Onchiodon labyrinthicus |
|  |                         |
|  | Onchiodon thuringiensis |
|  |                         |

|  | Eryops sp. Moran                                                        |
|  |                                                                         |
|  | \| \| Eryops anatinus \| \| \| \| \| \| Eryops megacephalus \| \| \| \| |
|  |                                                                         |
|  | Eryops anatinus                                                         |
|  |                                                                         |
|  | Eryops megacephalus                                                     |
|  |                                                                         |

|  | Eryops anatinus     |
|  |                     |
|  | Eryops megacephalus |
|  |                     |

|  | Eryops sp. Moran                                                        |
|  |                                                                         |
|  | \| \| Eryops anatinus \| \| \| \| \| \| Eryops megacephalus \| \| \| \| |
|  |                                                                         |
|  | Eryops anatinus                                                         |
|  |                                                                         |
|  | Eryops megacephalus                                                     |
|  |                                                                         |

|  | Eryops anatinus     |
|  |                     |
|  | Eryops megacephalus |
|  |                     |

|  | Onchiodon labyrinthicus |
|  |                         |
|  | Onchiodon thuringiensis |
|  |                         |

|  | Eryops sp. Moran                                                        |
|  |                                                                         |
|  | \| \| Eryops anatinus \| \| \| \| \| \| Eryops megacephalus \| \| \| \| |
|  |                                                                         |
|  | Eryops anatinus                                                         |
|  |                                                                         |
|  | Eryops megacephalus                                                     |
|  |                                                                         |

|  | Eryops anatinus     |
|  |                     |
|  | Eryops megacephalus |
|  |                     |

|  | Eryops sp. Moran                                                        |
|  |                                                                         |
|  | \| \| Eryops anatinus \| \| \| \| \| \| Eryops megacephalus \| \| \| \| |
|  |                                                                         |
|  | Eryops anatinus                                                         |
|  |                                                                         |
|  | Eryops megacephalus                                                     |
|  |                                                                         |

|  | Eryops anatinus     |
|  |                     |
|  | Eryops megacephalus |
|  |                     |